# 滋賀県道327号湖東八日市線
滋賀県道327号湖東八日市線（しがけんどう327ごう ことうようかいちせん）は、滋賀県東近江市を通る一般県道である。

## 概要
東近江市南花沢町から東近江市中小路町に至る。
愛知川から東部へは後から県道が付けられ、まだ橋が架けられていないため、この川によって途切れていたが、2005年（平成17年）12月17日12時半に国道421号（八風街道）から滋賀県道217号外八日市線までが開通し、愛知川に新しく東近江大橋が架けられた。

### 路線データ
- 起点：東近江市南花沢町（南花沢交差点、国道307号交点、滋賀県道213号湖東彦根線起点）
- 終点：東近江市中小路町（八日市IC交差点、国道421号交点、名神高速道路 八日市IC）
- 総延長：6.9 km

## 路線状況

### 重複区間
- 滋賀県道213号湖東彦根線（東近江市南花沢町・南花沢交差点（起点） - 東近江市横溝町・横溝出屋敷交差点）
- 滋賀県道216号雨降野今在家八日市線（東近江市横溝町 - 横溝出屋敷交差点 - 東近江市下岸本町）
- 滋賀県道229号百済寺甲上岸本線（東近江市鯰江町 - 東近江市上岸本町）

### 道路施設

#### 橋梁
- 東近江大橋（愛知川、東近江市）

## 地理

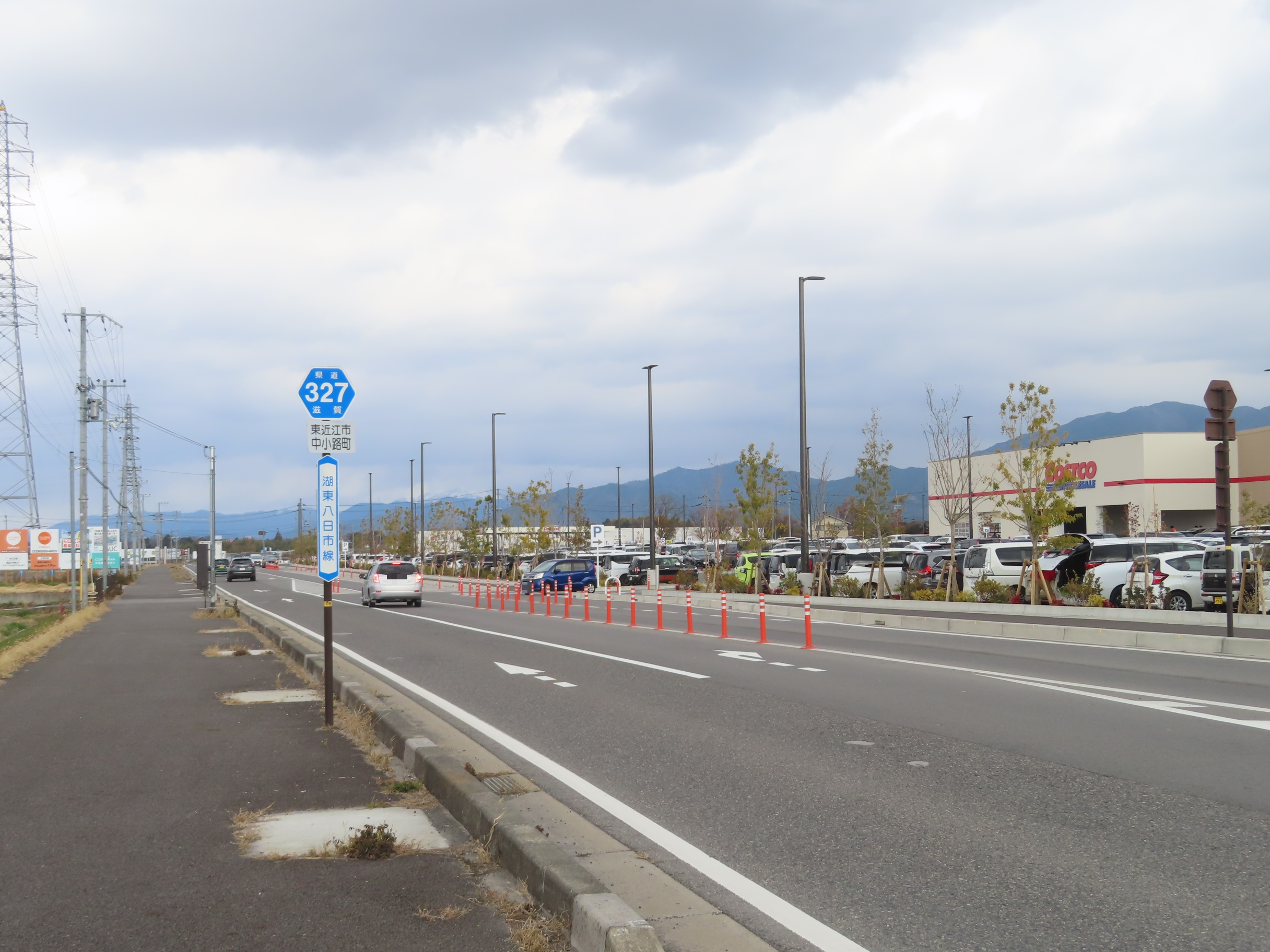
東近江市中小路町。右にコストコ東近江倉庫店が見える。

### 通過する自治体
- 東近江市

### 交差する道路
| 交差する道路                                                                        | 交差する場所 | 交差する場所                      |
| ----------------------------------------------------------------------------------- | ------------ | --------------------------------- |
| 国道307号 / 近江グリーンロード 滋賀県道213号湖東彦根線 重複区間起点                 | 南花沢町     | 南花沢交差点 / 起点               |
| 滋賀県道213号湖東彦根線 重複区間終点 滋賀県道216号雨降野今在家八日市線 重複区間起点 | 横溝町       | 横溝出屋敷交差点                  |
| 滋賀県道216号雨降野今在家八日市線 重複区間終点                                      | 下岸本町     |                                   |
| 滋賀県道229号百済寺甲上岸本線 重複区間起点                                          | 鯰江町       |                                   |
| 滋賀県道229号百済寺甲上岸本線 重複区間終点                                          | 上岸本町     |                                   |
| 滋賀県道217号外八日市線                                                             | 上岸本町     | 東近江大橋北詰交差点              |
| 滋賀県道328号五個荘八日市線                                                         | 中小路町     | 中小路北交差点                    |
| 国道421号 / 八風街道 E1 名神高速道路                                                | 中小路町     | 八日市IC交差点 / 終点 29 八日市IC |

### 沿線
- 東近江市立湖東第一小学校
- 東近江市立湖東中学校
- 東近江市ひばり公園（湖東スタジアム、湖東ひばりドーム）
- 愛賀神社
- 専修寺
- 農業協同組合（JA）御園支所